# Phalacrophorus uniformis
 (octobre 2022).
Espèce
Phalacrophorus uniformis est une espèce de vers marins polychètes de la famille des Iospilidae.

## Systématique
L'espèce Phalacrophorus uniformis a été décrite en 1895 par le zoologiste et illustrateur scientifique Johannes G. F. Reibisch (d) (1868-1948),.

## Répartition
Cette espèce se rencontre dans les eaux tropicales de l'Atlantique central et du Pacifique.

## Description
Dans sa description de 1895, l'auteur indique que l'holotype de Phalacrophorus uniformis mesure 10 mm et présente une soixantaine de segments. 

## Publication originale
- (de) Johannes Reibisch, « Die pelagischen Phyllodociden und Typhloscoleciden der Plankton-Expedition », Ergebnisse der in dem Atlantischen Ocean von Mitte Juli bis Anfang November 1889 ausgeführten Plankton-Expedition der Humboldt-Stiftung, Kiel et Leipzig, Lipsius & Tischer (d), vol. 2,‎ 1895, p. 1-63 (lire en ligne).